# Liste d'élections en 1819
Chronologie des élections
- 1815
- 1816
- 1817
- 1818
- 1819
- 1820
- 1821
- 1822
- 1823

Cet article recense les élections organisées durant l'année 1819.

En ce début de XIXe siècle, peu de pays organisent des élections nationales. Dans la deuxième moitié des années 1810, seuls le Royaume-Uni, les États-Unis, la France et la Norvège procèdent à des élections régulières, toutes au suffrage censitaire masculin. 

## Élections nationales en 1819
| Date                         | État               | Élection ou référendum                    | Contexte | Résultat |
| ---------------------------- | ------------------ | ----------------------------------------- | -------- | --- |
| 26 avril 1818 - 12 août 1819 | États-Unis         | Législatives (chambre (en) et sénat (en)) |          | Le Parti républicain-démocrate (antifédéraliste, républicain (en)), du président James Monroe, accroît sa très large majorité des sièges dans les deux chambres du Congrès. Il dispose désormais de près de 7/8e des sièges à la Chambre des représentants, et de près de trois quarts des sièges au Sénat. |
| 11 novembre                  | France (1815-1830) | Législatives                              |          | Cette section est vide, insuffisamment détaillée ou incomplète. Votre aide est la bienvenue ! Comment faire ? |